# Camañas (kommunhuvudort)
Camañas är en kommunhuvudort i Spanien.   Den ligger i provinsen Provincia de Teruel och regionen Aragonien, i den östra delen av landet, 220 km öster om huvudstaden Madrid. Camañas ligger 1 241 meter över havet och antalet invånare är 152.
Terrängen runt Camañas är platt åt nordost, men åt sydväst är den kuperad. Runt Camañas är det mycket glesbefolkat, med 4 invånare per kvadratkilometer. Närmaste större samhälle är Alfambra, 13,9 km sydost om Camañas. Trakten runt Camañas består till största delen av jordbruksmark.